# Такуарембо (місто)

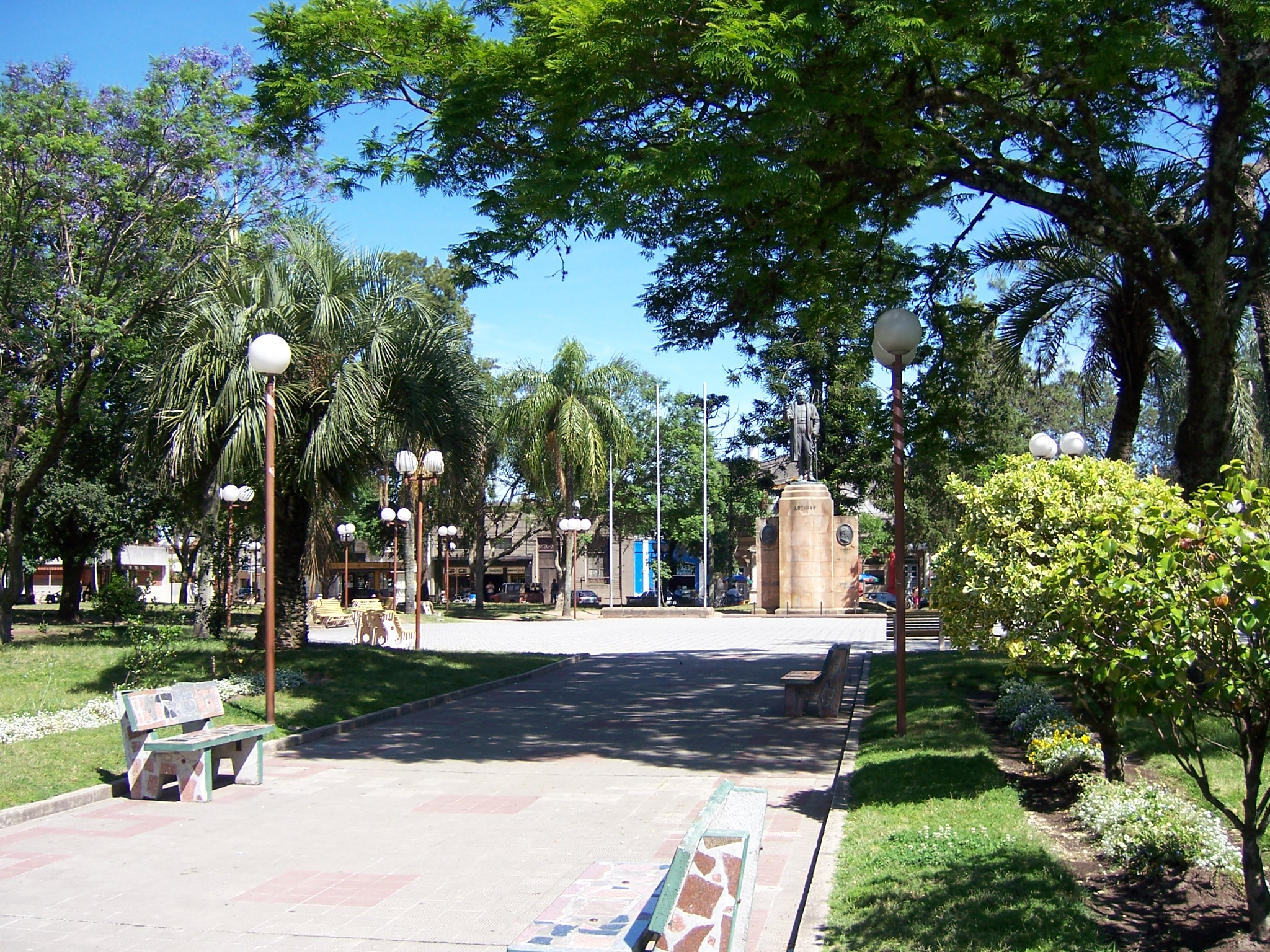
Майдан 19 квітня

Такуарембо (ісп. Tacuarembó) — місто на півдні центральної частини Уругваю, адміністративний центр департаменту Такуарембо.

## Історія
Засновано 21 січня 1832 під назвою Сан-Фруктуосо на честь Фруктуоза Таррагонського, католицького покровителя уругвайського президента Рівери Фруктуосо. 17 липня 1895 року отримав статус малого міста (Villa). 24 червня 1912 року отримав статус міста (Ciudad) та був перейменований на Такуарембо, за назвою річки Такуарембо (з гуар. — «очеретна річка»).

## Географія, клімат
Розташоване за 390 км на північ від Монтевідео та за 113 км на південний захід від міста Ривера. Абсолютна висота — 140 метрів над рівнем моря.
Клімат — субтропічний вологий, з теплим літом і доволі прохолодними зимами. Бувають часто морози та тумани. Середньорічна температура 18 °C; середньорічний рівень опадів — 1165 мм.

## Населення
Згідно з даними за 2011 рік, населення міста складає 54 755 осіб.
| Рік  | Населення |
| ---- | --------- |
| 1908 | 7546      |
| 1963 | 28 182    |
| 1975 | 37 692    |
| 1985 | 40 511    |
| 1996 | 45 891    |
| 2004 | 51 224    |
| 2011 | 54 755    |

Джерело: Instituto Nacional de Estadística de Uruguay